# Karl Henckell
Karl Friedrich Henckell, född 17 april 1864 i Hannover, död 30 juli 1929 i Lindau, var en tysk författare.
Henckell debuterade som 20-åring i en naturalistisk antologi och tillhörde en tid bröderna Julius och Heinrich Harts falang. Urval ur hans omfattande lyriska alstring bjuder Mein Liederbuch (1903) och Neuland (1903). Bland hans senare arbeten märks Gripfel und Gründe (1904) samt Schwingungen (1907).